# Tim Thomas
Pour les articles homonymes, voir Thomas.
Pour le joueur de hockey sur glace voir Timothy Thomas (hockey sur glace).
Tim Thomas, né le 26 février 1977 à Paterson dans le New Jersey, est un joueur américain de basket-ball. Il a dernièrement joué en NBA avec les Dallas Mavericks au poste d'ailier fort.

## Biographie
Formé à l'Université Villanova, Thomas est drafté en 1997 par les New Jersey Nets mais est immédiatement transféré aux Philadelphia 76ers en échange de Keith Van Horn.
Après une saison rookie respectable avec une moyenne de 11pts par match, Tim Thomas s'effondre lors de sa deuxième année avec seulement 17 rencontres disputées et une moyenne de 4,6pts. Il sera échangé aux Milwaukee Bucks au cours de la saison.
Malgré un très bon impact sur le jeu, Tim Thomas n'a jamais vraiment réussi à s'imposer dans ses différentes franchises, et fait régulièrement l'objet de critiques sur son engagement et son manque d'entrainement.[réf. nécessaire]
Le 21 novembre 2008, il est transféré des Los Angeles Clippers vers les New York Knicks avec Cuttino Mobley contre Zach Randolph et Mardy Collins.
Le 14 septembre 2010, Alors qu'il venait de se réengager pour un an avec les Dallas Mavericks, il a annonce aux staff de l'équipe qu'il renonce finalement à honorer son contrat pour s'occuper de sa femme, malade. Lors de la saison 2009-2010, Thomas avait disputé 18 matchs avec le club texan (pour une moyenne de 7,5 points et 2,3 rebonds par rencontre) avant de se retirer au mois de janvier, déjà à cause des ennuis de santé de son épouse. Cette décision pourrait signifier la fin de sa carrière professionnelle, après 13 saisons passées en NBA.

## Carrière
- Philadelphia 76ers (1997-1999)
- Milwaukee Bucks (1999-2004)
- New York Knicks (2004-2005)
- Chicago Bulls (2005)
- Phoenix Suns (2006)
- Los Angeles Clippers (2006-2008)
- New York Knicks (depuis 2008)
- Chicago Bulls
- Dallas Mavericks